# Lista över Azorernas presidenter
Detta är en lista över Azorernas presidenter. Ögruppen Azorerna som tillhör Portugal blev en autonom region 1976 och Azorernas president leder Azorernas regionala regering. Presidenten för Azorernas regionala regering benämns Presidente do Governo da Região Autónoma dos Açores på portugisiska. Den första valda presidenten för Azorerna var João Bosco Mota Amaral. Efter Nejlikerevolutionen 1974 fungerade under en övergångsperiod till demokrati generalen Altino Pinto de Magalhães från augusti 1975 till september 1976 som den regionala regeringsjuntans president för Azorerna. 
| Bild                                  | Namn (född–död)                            | Ämbetstid                             | Parti                                 | Parti                                                                                       | Ref.                                  |
| Den regionala regeringens presidenter | Den regionala regeringens presidenter      | Den regionala regeringens presidenter | Den regionala regeringens presidenter | Den regionala regeringens presidenter                                                       | Den regionala regeringens presidenter |
| ------------------------------------- | ------------------------------------------ | ------------------------------------- | ------------------------------------- | ------------------------------------------------------------------------------------------- | ------------------------------------- |
|                                       | João Bosco Mota Amaral (1943–)             | 8 september 1976–20 oktober 1995      |                                       | PPD (Partido Popular Democrático) 3 oktober 1976 omdöpt till PSD (Partido Social Democrata) | [ 1 ]                                 |
|                                       | Alberto Romão Madruga da Costa (1940–2014) | 20 oktober 1995–9 november 1996       |                                       | PSD                                                                                         | [ 1 ]                                 |
|                                       | Carlos César (1956–)                       | 9 november 1996–6 november 2012       |                                       | PS (Socialistpartiet)                                                                       | [ 1 ]                                 |
|                                       | Vasco Cordeiro (1973–)                     | 6 november 2012–24 november 2020      |                                       | PS                                                                                          | [ 1 ]                                 |
|                                       | José Manuel Bolieiro (1965–)               | 24 november 2020–                     |                                       | PSD                                                                                         | [ 1 ]                                 |